# Эвкалипт конический
Эвкали́пт кони́ческий (лат. Eucalyptus conica) — вечнозелёное дерево, вид рода Эвкалипт (Eucalyptus) семейства Миртовые (Myrtaceae).

## Распространение и экология
В природе ареал охватывает восток Австралии — Новый Южный Уэльс и Квинсленд. Чаще встречается по влажным долинам на богатых супесчаных почвах, на высоте 900 м над ур. м.
На глинистом склоне растет относительно медленно: за два года поросль в среднем достигла 2 м, отдельные экземпляры 3 м, а за 6 лет 5—6 м высоты.
Продолжительные летние засухи выдерживает хорошо. В двух- и трехлетнем возрасте хорошо переносит пересадку.

## Ботаническое описание
Дерево высотой до 15 м, с поникающими ветвями и грубой корой на стволе и крупных ветвях.
Молодые листья супротивные, в числе 4—6 пар, на черешках, яйцевидные или широколанцетные, длиной 4—7 см, шириной 2,5—4 см, бледно-зелёные. Взрослые — очерёдные, на черешках, узколанцетные, длиной 7—12 см, шириной 1,5 см, тонкие, сизоватые.
Зонтики 3—7-цветковые, в пазухах листьев или собраны в верхушечные, короткие метёлки; бутоны на цветоножках, булавовидные, гладкие, блестящие, длиной 6 мм, диаметром 4 мм, с полушаровидной, остроконечной крышечкой, которая короче трубки цветоложа.
Плоды на ножках, конические или воронковидные, длиной 5—7 мм, диаметром 4—5 мм, с тоненьким, неясно выраженным диском и глубоко вдавленными створками.
На родине цветёт в июне — июле; на Черноморском побережье Кавказа — в мае — январе.

## Значение и применение
Древесина коричневато-красная, твёрдая, прочная, пригодная на шпалы, столбы и другие строительные изделия.

## Таксономия
Вид Эвкалипт конический входит в род Эвкалипт (Eucalyptus) подсемейства Миртовые (Myrtoideae) семейства Миртовые (Myrtaceae) порядка Миртоцветные (Myrtales).
|  |                                      |  |                                                             |                                                             |                    |  | ещё 13 семейств (согласно Системе APG II) | ещё 13 семейств (согласно Системе APG II)    |                                              |  |  |  | ещё 130 родов       | ещё 130 родов           |  |  |
|  |                                      |  |                                                             |                                                             |                    |  | ещё 13 семейств (согласно Системе APG II) | ещё 13 семейств (согласно Системе APG II)    |                                              |  |  |  | ещё 130 родов       | ещё 130 родов           |  |  |
|  |                                      |  |                                                             | порядок Миртоцветные                                        |                    |  |                                           |                                              | подсемейство Миртовые                        |  |  |  |                     | вид Эвкалипт конический |  |  |
|  |                                      |  |                                                             | порядок Миртоцветные                                        |                    |  |                                           |                                              | подсемейство Миртовые                        |  |  |  |                     | вид Эвкалипт конический |  |  |
|  | отдел Цветковые, или Покрытосеменные |  |                                                             |                                                             | семейство Миртовые |  |                                           |                                              | род Эвкалипт                                 |  |  |  |                     |                         |  |  |
|  | отдел Цветковые, или Покрытосеменные |  |                                                             |                                                             |                    |  |                                           |                                              |                                              |  |  |  |                     |                         |  |  |
|  |                                      |  | ещё 44 порядка цветковых растений (согласно Системе APG II) | ещё 44 порядка цветковых растений (согласно Системе APG II) |                    |  |                                           | ещё 1 подсемейство (согласно Системе APG II) | ещё 1 подсемейство (согласно Системе APG II) |  |  |  | ещё более 700 видов |                         |  |  |
|  |                                      |  |                                                             | ещё 44 порядка цветковых растений (согласно Системе APG II) |                    |  |                                           |                                              | ещё 1 подсемейство (согласно Системе APG II) |  |  |  |                     |                         |  |  |